# لياندرو لوبيز
لياندرو لوبيز هو مغني برازيلي، ولد في 24 يناير 1984.